# Gabriel Spahn

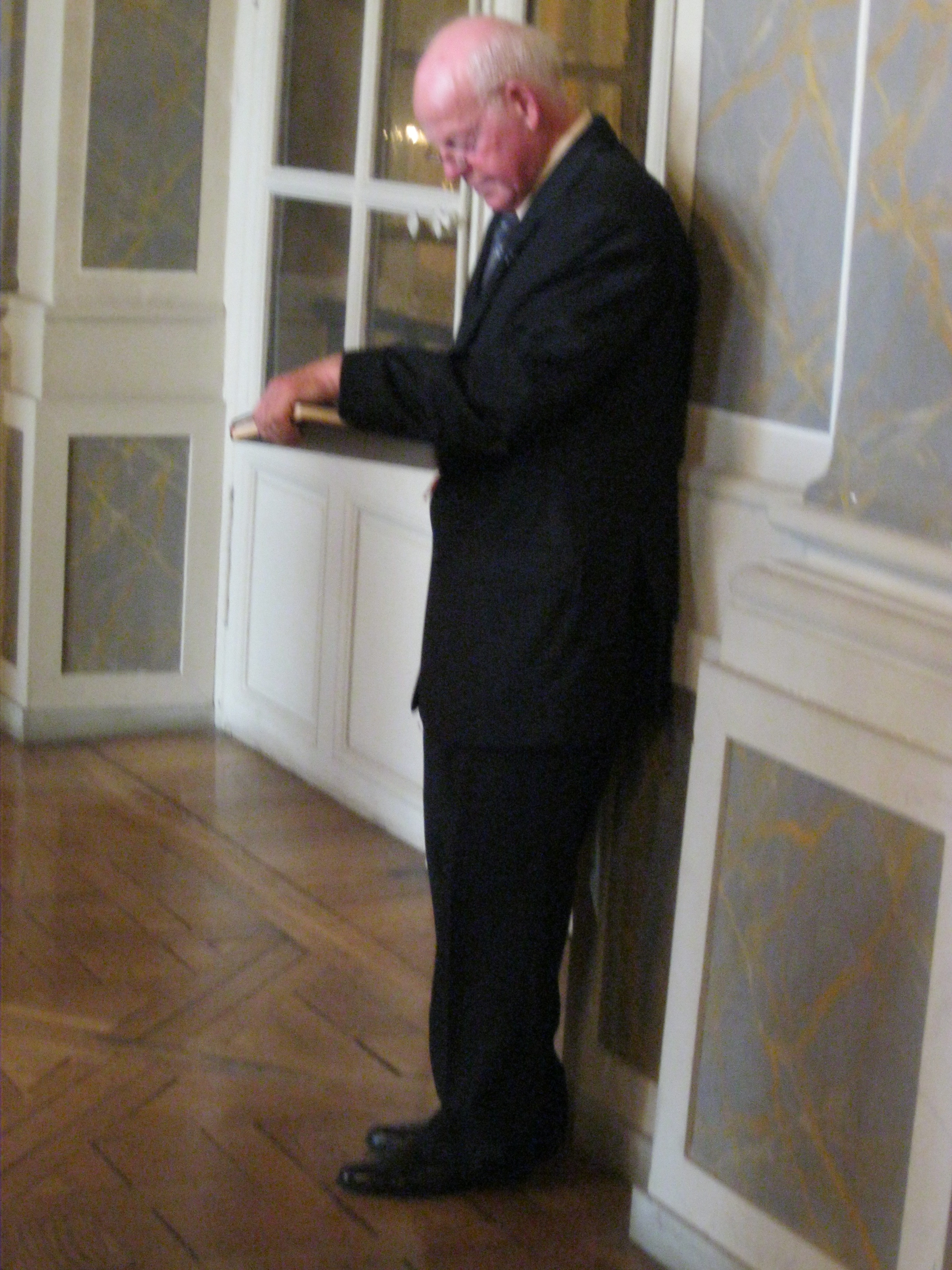
Gabriel Spahn, 2011

Léon Spahn, besser bekannt als Gabriel Spahn (* 25. Dezember 1930 in Walscheid (Mosel); † 11. Februar 2017 in Niderviller (Mosel)), war ein Aktivist des internationalen Vereins- und Sportmilieus. In seiner Jugend trat er den lokalen Vereinen bei, in denen ihn seine Sportkarriere bis zum Vereinsleiter brachte.

## Leben
Am 22. März 1946, erhielt Spahn seine erste Vereinslizenz von Fédération gymnastique et sportive des patronages de France (FGSPF) durch die Schirmherrschaft von La Montagnarde de Waldscheid, wo er Leichtathletik betrieb. Im Jahr 1947 begann er einen Ergänzungskurs und folgte einem Fernstudium, dem er das Erlangen von Rechtsfähigkeiten im Jahr 1959 verdankt. 1951 absolvierte er seinen Militärdienst im 6. Logistik-Regiment in Moulins-lès-Metz. Seit 1952 verwendete er sein Sprachtalent, insbesondere Französisch und Deutsch, für Übersetzungen. 1953, nur 10 Jahre nach der Unterzeichnung des deutsch-französischen Élysée-Vertrags, ergriff er die Initiative, das erste Sporttreffen zwischen Lothringen und Deutschland zu organisieren.
Er heiratete Marthe Kribs. Dieser Ehe entsprangen drei Söhne. Nach dem Ableben seiner Ehefrau am 13. Mai 2012 gab er nach und nach seine verschiedenen Funktionen auf und starb am 11. Februar 2017. Seine Bestattung wurde am 14. Februar 2017 in seinem Geburtsdorf zelebriert unter dem Geleit einer großen Menschenmasse und einem Trauerzug aus fünfzehn Fahnen, die den lokalen und regionalen Ehrwürdigen und einer Delegation der Vertreter von Fédération sportive et culturelle de France (FSCF) in Begleitung von Fédération internationale catholique d’éducation physique et sportive (FICEP) vorangingen. Bei seinem Begräbnis wurde ihm eine Ehrenrede der Abteilung Moselle von Association nationale des membres de l'Ordre national du mérite (ANMONM) gehalten.

## Zivile Verpflichtungen
Er wurde 1959 im Alter von 29 Jahren zum Stadtrat von Waldscheid gewählt und wurde 1989 ihr Bürgermeister für 12 Jahre, bevor er 2003 zu ihrem Ehrenbürgermeister ernannt wurde.
2003 wurde er Mitglied von Association entraide et solidarité en vallée de la Bièvre.

## Berufslaufbahn
Er war Beamter des Infrastrukturministeriums und war dort als Technisches Organ tätig, er wurde von 1953 bis 1968 dem Dienst der Flugbasen von Organisation du traité de l'Atlantique Nord (OTAN/NATO) zugeteilt.
Er war über 50 Jahre lang Korrespondent von Le Républicain Lorrain.

## Vereinsverpflichtungen
2009 wurde er Vizepräsident des Fußball-Landkreises Mosel.

## Union Jeanne la Lorraine
Er war zwischen 1948 und 1960 Sekretär von Union Jeanne-la-Lorraine (UJLL) – comité départemental FSCF de Moselle –, anschließend 52 Jahre lang dessen Präsident, bis er 2012 die Leitung abgab, „stolz, mit seinem Komitee das Erbe seiner Vorgänger vermehrt zu haben.“ Er wurde zum Ehrenpräsident ernannt, und Philippe Jullien, der Präsident der Liga von Lothringen (FSCF), vergab ihm die Goldmedaille von comité régional olympique de Lorraine.

## FSCF
Seit 1958 trat er den nationalen Instanzen von fédération sportive et culturelle de France (FSCF) bei, indem er Mitglied der Fußball-Kommission wurde, sowie 1971 der Vizepräsident. 1961 wurde er Mitglied der Bundeskommission Schießen und Militärausbildung.
Er war zwischen 1971 und 2004 Mitglied des Direktoren-Komitees, und anschließend Ehren-Generalsekretär.

## FICEP
Im Jahre 1954 begann Gabriel Spahn bei FICEP als Übersetzer auf Vorschlag von Robert Pringarbe, und er wurde anschließend Präsident der Jugendkommission. Zwischen 1972 und 2005 übernahm er von Willy Schanne die Rolle des offiziellen Übersetzers von FICEP, zunächst im Rahmen der Jugendkommission und anschließend für das Komitee und das Büro, wo er häufig nacheinander die drei zuvor erwähnten Rollen übernahm. Er war über 20 Jahre hintereinander der Leiter der französischen Delegation im Jugendlager von FICEP und organisierte zwischen 1978 und 1998 unter dem Banner von Office franco-allemand pour la jeunesse (OFAJ) die Kurse zur Zusammenlegung der Instanzen FSCF (Vereine und Vereinigungen des Landkreises), die den Sportaustausch zwischen Frankreich und Deutschland organisiert. Seine Frau Marthe war ebenfalls 12 Jahre lang Interpret bei der Sportkommission.
Er war 1994 Teil der offiziellen Delegation, die im Rahmen der 57. Vollversammlung von FICEP vom Vatikan empfangenen wurde, und ließ bei dieser Gelegenheit das Goldene Buch von Johannes Paul II. unterzeichnen.

## Auszeichnungen
Gabriel Spahn wurde mit den folgenden Ehrenwürden ausgezeichnet:
- Ritter der Ehrenlegion im Jahr 1994[37][2], sowie Offizier im Jahr 2013[2][38]. Die Medaille wurde ihm am 14. Juli 2013 in Sarrebourg vom Generalleutnant Eugène Audren, Präsident der Gesellschaft der Mitglieder der Ehrenlegion (SMLH), überreicht[1];

- Ritter des Nationalverdienstorden (Ordre national du Mérite) im Jahre 1970[39], sowie Offizier im Jahr 1980;

- Offizier der Verdienste um das Bildungswesen (Ordre des Palmes Académiques) im Jahr 1980, sowie Kommandeur im Jahr 2003[8];

- Goldmedaille der Jugend und des Sports im Jahr 1982[9] ;

- Goldmedaille des regionalen Olympia-Komitees von Lothringen[16].

Sein internationaler Einsatz für die Völkerverständigung und den Deutsch–Französischen Austausch erbrachten ihm vielzählige Auszeichnungen, und insbesondere die folgenden Anerkennungen:
- Verdienstorden der Bundesrepublik Deutschland im Jahr 1991[40];

- Rittermedaille des österreichischen Verdienstordens[8];

- Kronenorden des belgischen Königreiches[8] ;

- Ritter des Silvesterordens[41][8] (am 12. Januar 1982);

- Kommandeur-Krawatte vom heiligen Gregor dem Großen[8];

- Goldabzeichen von DJK-Sportverband[40].

### Dokumentation
- Archives de la FSCF
- Collection du journal Les Jeunes. gallica.bnf.fr (französisch, bnf.fr).

## Bibliografie
- Jean-Marie Jouaret: Petite histoire partielle et partiale de la Fédération sportive et culturelle de France (1948–1998). FSCF (à compte d’auteur, imp. Déja-Glmc), Paris 1999, ISBN 2-9528387-0-4, Jean-Marie Jouaret tome 1, 1 (französisch).
- Jean-Marie Jouaret: Petite histoire partielle et partiale de la Fédération sportive et culturelle de France (1948–1998). FSCF (à compte d’auteur, imp. Déja-Glmc), Paris 1999, ISBN 2-9528387-0-4, Jean-Marie Jouaret tome 2, 2 (französisch).
- Jean-Marie Jouaret: La fédération des sections sportives des patronages catholiques de France (1898–1998). L’Harmattan, Paris 2012, ISBN 978-2-296-55969-1 (französisch).
- Laurence Munoz: Une histoire du sport catholique. L’Harmattan, Paris 2003, ISBN 2-7475-5144-X (französisch).
- Laurence Munoz: Des patronages aux associations. L’Harmattan, Paris 2009, ISBN 978-2-296-10746-5 (französisch).
- Laurence Munoz, Jan Tolleneer: L’Église, le sport et l’Europe: la Fédération internationale catholique d’éducation physique (FICEP) à l’épreuve du temps (1911–2011) (= Espaces et Temps du sport). L’Harmattan, Paris 2011, ISBN 978-2-296-54931-9, Sp. 354 (französisch).

| Personendaten    | Personendaten                 |
| ---------------- | ----------------------------- |
| NAME             | Spahn, Gabriel                |
| ALTERNATIVNAMEN  | Spahn, Léon                   |
| KURZBESCHREIBUNG | französischer Sportfunktionär |
| GEBURTSDATUM     | 25. Dezember 1930             |
| GEBURTSORT       | Walscheid (Mosel)             |
| STERBEDATUM      | 11. Februar 2017              |
| STERBEORT        | Niderviller (Mosel)           |